# Hasan Ibrahim Mu’awwad
Hasan Ibrahim Mu’awwad (arab. حسن إبراهيم معوض) – egipski zapaśnik walczący w stylu klasycznym. Srebrny medalista igrzysk afrykańskich w 1978 roku.